# Fabrizio Bracconeri
Fabrizio Bracconeri (Roma, 26 giugno 1964) è un attore e personaggio televisivo italiano.

## Biografia
Nato e cresciuto nel popolare quartiere di Primavalle, a Roma, all'inizio degli anni ottanta ottiene piccole parti in alcune pellicole, ma il vero esordio come attore avviene nel 1983 col film Acqua e sapone di Carlo Verdone. Curioso il modo in cui conobbe il regista romano: Bracconeri, all'epoca, lavorava nell'officina dello zio (di cui Verdone era cliente) e per mesi chiese insistentemente a Verdone una parte, finché non venne accontentato. L'anno dopo appare nella pellicola dei fratelli Vanzina Amarsi un po'....

Fabrizio Bracconeri con Carlo Verdone in Acqua e sapone (1983)

La notorietà per Bracconeri arriva nel 1987 quando veste i panni di Bruno Sacchi, nella premiata serie TV trasmessa da Italia 1, I ragazzi della 3ª C, accresciuta in seguito dalla partecipazione a un'altra serie Fininvest College, nella parte del cadetto Carletto Staccioli. Nel 1989 è protagonista dello spot de La macchina del Gelato per la GiG, per la quale è testimonial di altri prodotti per ragazzi come il gioco elettronico Viceversa e le cartelle per la scuola della serie Dino Riders. Successivamente prende parte ad altri film, come Saint Tropez - Saint Tropez e Attenti a noi due.
In seguito, dal 1992 al 1995, diviene co-conduttore negli appuntamenti quotidiani del longevo Forum, programma televisivo giuridico di Rete 4 e di Canale 5 basato sulla formula dell'arbitrato, accompagnando Rita dalla Chiesa e Pasquale Africano, programma nel quale è tornato a partire dal 2004 per sostituire Africano, che ricopriva il ruolo di guardia giurata. Nel 2002 prende anche parte al programma di prima serata della Premiata Ditta Telematti. Per la Caravaggio Editore, nell'autunno del 2009, ha pubblicato il libro di ricette Rita consiglia... le ricette di Bracco (dove la Rita del titolo è la conduttrice di Forum, Rita dalla Chiesa).
Nel 2013 lascia Forum, dopo aver preso parte a 13 edizioni del programma. Il 15 gennaio 2014 viene data la notizia che l'attore entrerà nel cast di Quinta colonna in qualità di inviato. Nel 2014 si candida alle elezioni europee per Fratelli d'Italia per la Circoscrizione Italia centrale, ottenendo circa 4 000 voti senza riuscire a essere eletto. Nel maggio 2019 l'Accademia delle Belle Arti di Agrigento gli conferisce la laurea honoris causa in scenografia. Nel 2019 ritorna in tv in due emittenti locali della provincia di Trapani conducendo la trasmissione Bracco Show, dapprima su Telesud Trapani e poi su La Tr3 Marsala. Dal settembre del 2020 è ospite-opinionista nel programma Italia sì condotto da Marco Liorni su Rai 1.

### Controversie
Dal 2016 il suo account su Twitter è stato più volte al centro di polemiche per contenuti razzisti e insulti. Per questo motivo l'account è stato più volte bloccato dal social network. In seguito sono state attribuite a lui anche alcune dichiarazioni che si sono rivelate false, perché provenienti da un account finto.
Anche per il dramma familiare del figlio con autismo, è entrato in aperta polemica sulla legge del Dopo di noi, varata dal governo Renzi, schierandosi contro le associazioni di famiglie di persone con autismo favorevoli alla legge.

## Vita privata
Si è sposato due volte e ha quattro figli. Risiede a Ballata, vicino Trapani,  per accudire un suo figlio nello spettro dell'autismo.

## Filmografia

### Cinema
- Arrivano i gatti, regia di Carlo Vanzina (1980)
- Acqua e sapone, regia di Carlo Verdone (1983)
- Mi faccia causa, regia di Steno (1984)
- Amarsi un po'..., regia di Carlo Vanzina (1984)
- Animali metropolitani, regia di Steno (1987)
- Fratelli d'Italia, regia di Neri Parenti (1989)
- Saint Tropez - Saint Tropez, regia di Castellano e Pipolo (1992)
- Attenti a noi due, regia di Mariano Laurenti (1994)
- Gas, regia di Luciano Melchionna (2005)
- Buona giornata, regia di Carlo Vanzina (2012)
- Un santo senza parole, regia di Tony Gangitano (2015)
- Lockdown all'italiana, regia di Enrico Vanzina (2020)
- Ti racconto tuo padre, regia di Daniele Gangemi (2022)

### Televisione
- I ragazzi della 3ª C – serie TV (1987-1989)
- College – serie TV (1990)
- Finalmente soli – serie TV, episodio 3x01 (2001)
- VIP, regia di Carlo Vanzina – film TV (2008)
- I Cesaroni – serie TV, episodio 5x16 (2012) - cameo
- Boris Giuliano - Un poliziotto a Palermo, regia di Ricky Tognazzi – miniserie TV (2016)

## Teatro
- Uomini targati Eva (1997)
- Cartolina Pirandelliana (1998)
- Roba da matti (2003)
- Porta rispetto (2007)
- Ma un portafortuna... porta fortuna? (2013)

## Programmi televisivi
- Forum (Canale 5, 1993-1996, 2008-2013; Rete 4, 2004-2007)
- Telematti (Italia 1, 2002)
- Sessione pomeridiana del tribunale di Forum (Rete 4, 2006-2012)
- Bracco Show (Telesud Trapani, 2019, La Tr3 Marsala, 2019)

### Pubblicità
- GiG (1988)
- Legge3.it (2021)

## Riconoscimenti
- Nastro d'argento
  - 1984 – Candidatura al migliore attore esordiente per Acqua e sapone

## Libri
- Ti racconto tuo padre. A mio figlio Emanuele, Milano, Santelli editore, 2022.